# Jebel Ali
Jebel Ali (in arabo جبل علي‎?), anche detto Jabal Ali,  è una vasta area dell'Emirato di Dubai, negli Emirati Arabi Uniti. È formato da un insieme di comunità che appartengono al Settore 5 nella zona meridionale di Dubai lungo la costa del golfo persico.

## Territorio
Il territorio occupa una superficie di 510,9 km² nella zona sud-occidentale di Dubai, a circa 40 km dal centro di Dubai.
L'area è delimitata a nord dalla Blue Waters Island Street e dalla Al Jamayel Street (D 59), a est dalla Sheikh Mohammed Bin Zayed Road (E 311), a sud-ovest dalla Seih Shuaib Street e dalla Al Maktoum Airport Street.
L'area è formata da sette comunità:
- Mena Jabal Ali (codice comunità 594), ovvero il porto di Jebel Ali;
- Jabal Ali First (codice comunità 591),[5] comunità residenziale in zona nord;
- Jabal Ali Second (codice comunità 592),[6]comunità residenziale in zona costiera;
- Jabal Ali Third (codice comunità 593),[7] comunità residenziale in zona costiera;
- Jabal Ali Industrial First (codice comunità 599),[8] comunità industriale in zona nord;
- Jabal Ali Industrial Second (codice comunità 518),[9] comunità industriale in zona centrale;
- Jabal Ali Industrial Third (codice comunità 516),[10] talvolta indicato come Dubai Technology Park o National Industries Park (NIP), comunità industriale in zona sud.

La zona residenziale, costituita da Jabal Ali First, Second e Third, ospita diverso complessi abitativi di buon livello. Fra questi: Discovery Gardens, The Gardens, Al Furjan, Jebel Ali Village, Al Muntazah e Gardenia Townhomes. 
Da notare il cosiddetto Church Complex, tra Al Muntazah e Gardenia Townhomes, che ospita edifici religiosi appartenenti a diverse confessioni. Fra queste la Chiesa cattolica di San Francesco d'Assisi, la chiesa anglicana di Cristo, l'evangelica Chiesa cristiana unita di Dubai, la Chiesa ortodossa copta di Santa Mina, la chiesa parrocchiale di Mar Toma, il tempio sikh di Gurunanak Darbar, ed un tempio indù. 
Nella zona residenziale non mancano centri commerciali e alberghi. Fra i primi da notare l'Ibn Battuta Mall. Questo centro commerciale prende il nome dall'omonimo studioso ed esploratore marocchino Ibn Battuta ed è organizzato in sei zone che richiamano la cultura e l'architettura dei principali paesi da lui esplorati: Andalusia, Cina, Egitto, India, Persia e Tunisia. 
Un altro punto di riferimento dell'area è l'Ibn Battuta Gate, un mix di edilizia commerciale e residenziale posto di fronte all'Ibn Battuta Mall che dispone di appartamenti, uffici e un hotel chiamato Oaks Ibn Battuta Gate.
Nella zona industriale si trova una importante realtà economica della regione: la Zona franca di Jebel Ali (Jebel Ali Free Zone o JAFZA). La zona, creata nel 1985, si estende per circa 57  km2 sui due lati della Skeikh Zayed Road ed è accessibile attraverso una serie di Gate con accesso controllato. La zona franca di Jebel Ali è una delle più grandi zone franche del mondo specializzata nell'industria, nel commercio e nella logistica. Jafza ospita oltre 8.700 aziende che contribuiscono al 23,8% del PIL di Dubai generando 104,2 miliardi di dollari di valore commerciale annuo.
L'area è servita dalla Linea Rossa della metropolitana che si sviluppa lungo il percorso della Sheikh Zayed Road, tramite le fermate di Life Pharmacy (ex UAE Exchange), Danube (ex Jebel Ali Industrial), Energy, Ibn Battuta e Jabal Ali (in origine Nakheel Harbor & Tower). Una seconda derivazione della linea rossa che parte da fermata di Jabal Ali si addentra nella comunità di Jabal Ali First ed effettua le fermate di The Gardens, Discovery Gardens e  Al Furjan.
Vi sono inoltre diverse linee di superficie che servono le varie zone dell'area.

## Sviluppo comunità limitrofe
Jebel Ali, come tutta Dubai, sta vivendo una straordinaria crescita in ambito edilizio legato soprattutto al turismo. Altre comunità che si stanno sviluppando velocemente nei dintorni sono:
- Dubai Marina (Jebel Ali Marina): una grande area residenziale edificata su bracci di terra antropici che si estende per circa 1,56 km², sulla quale sono costruite torri che superano i 200 m di altezza. Importanti grattacieli che si stanno costruendo in quest'area sono: Marina 101, la Princess Tower, il Pentominium e la Torre Cayan.
- Jebel Ali Palm Islands: si tratta della più grande isola di origine antropica del mondo, ancora in fase di ultimazione[quando?], che accoglierà entro il 2020 tra le 100 e le 200 000 persone.
- Dubai Waterfront: si tratta del più grande lungomare al mondo (in fase di costruzione) che circonderà quasi totalmente Palm Jebel Ali, e previsto che possa accogliere circa 1,5 milioni di persone e con un'estensione 7 volte più grande di Manhattan (New York).